# Maksymilian Fajans

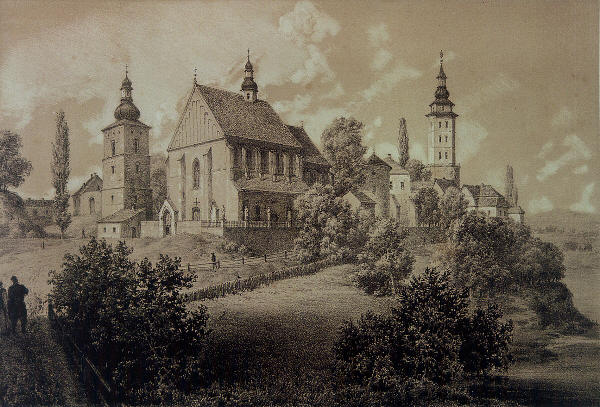
Biecz nad rzeką Ropą, litografia Maksymiliana Fajansa według rysunku Napoleona Ordy, 1875–1883

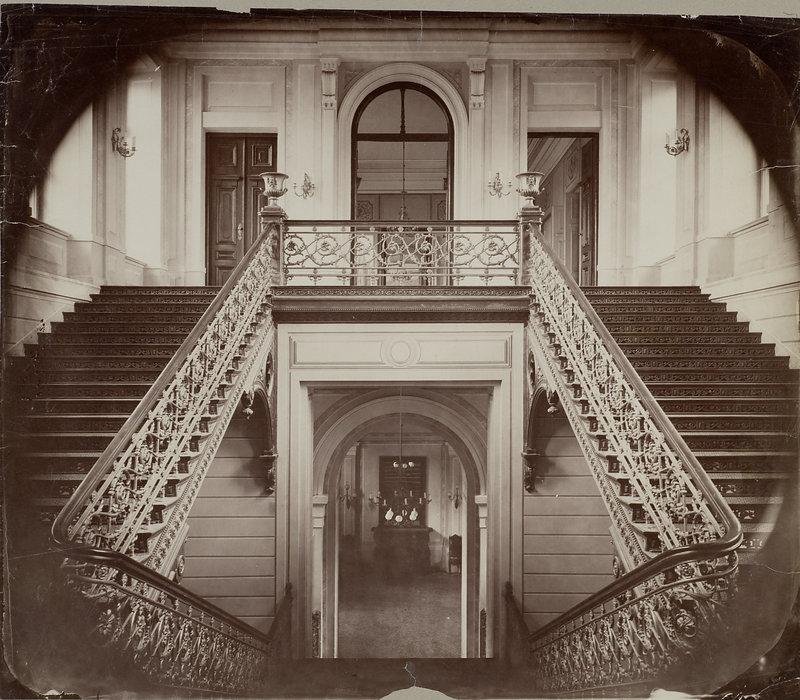
Maksymilian Fajans, Schody w ratuszu przy placu Teatralnym, fotografia, 1870

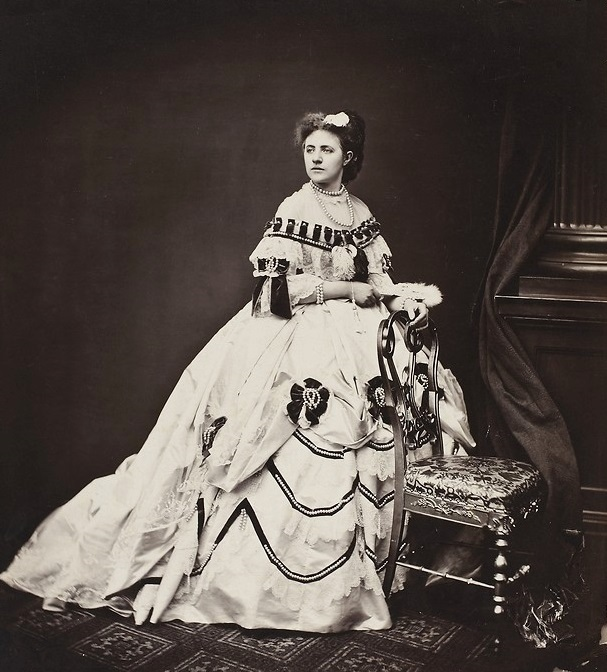
Maksymilian Fajans, Portret śpiewaczki Marii Kwiecińskiej, fotografia, ok. 1865

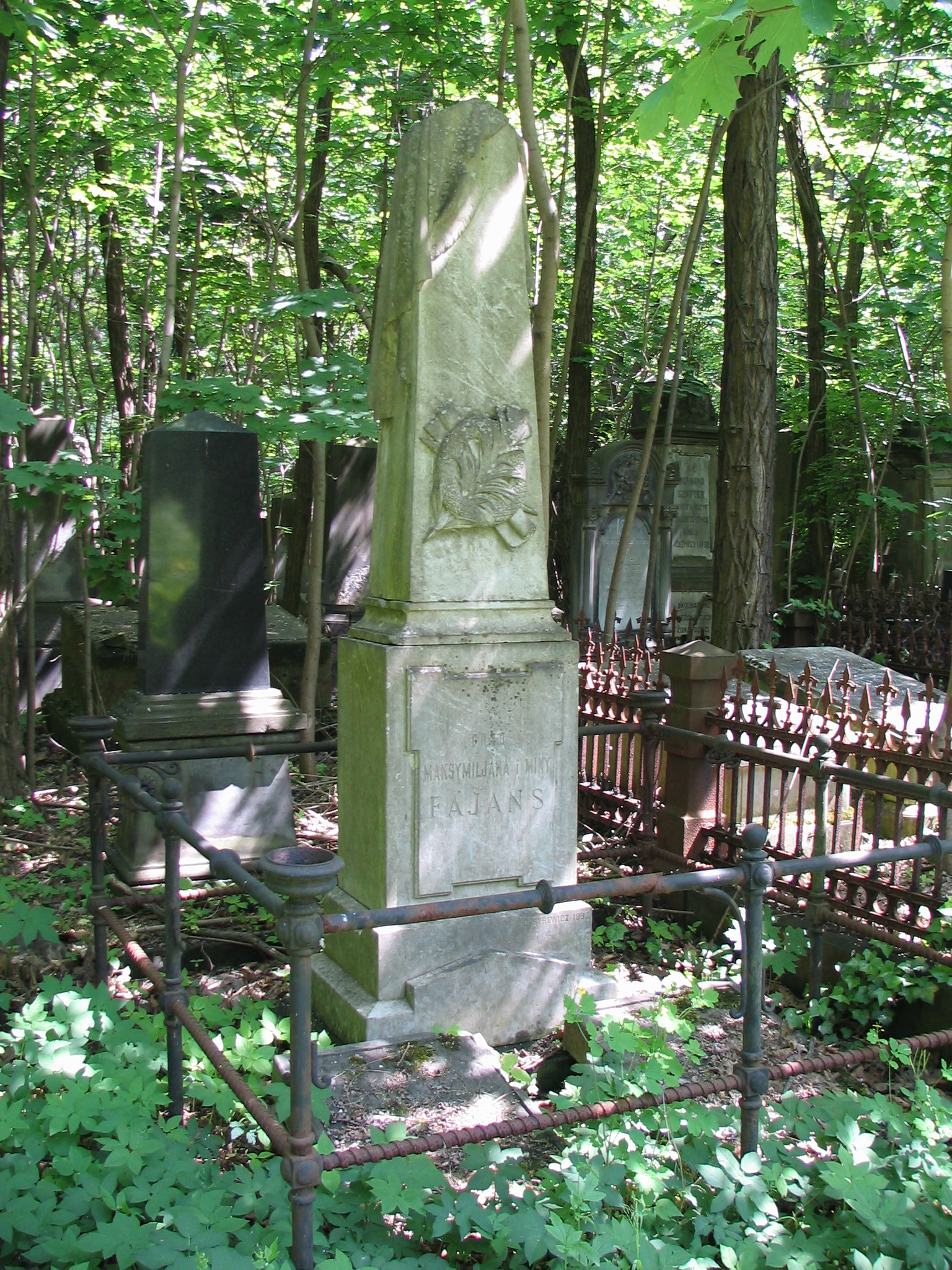
Grób Maksymiliana Fajansa na cmentarzu żydowskim w Warszawie

Maksymilian Fajans (ur. 5 maja 1825 w Sieradzu, zm. 28 lipca 1890 w Warszawie) – polski litograf, fotograf i rysownik żydowskiego pochodzenia, właściciel zakładu litograficzno-fotograficznego w Warszawie.

## Wykształcenie
Urodził się jako syn sieradzkiego kupca Hermana i Leontyny Kon. Był bratem Maurycego Fajansa.
W latach 1844–1849 uczył się w Szkole Sztuk Pięknych w Warszawie u malarzy: Ksawerego Kaniewskiego, Jana Feliksa Piwarskiego i Rafała Hadziewicza. Był zainteresowany zwłaszcza litografią i chromolitografią, jednak w Warszawie brakowało specjalistów w tych dziedzinach, dlatego w 1850 roku – dzięki finansowemu wsparciu Edwarda Rastawieckiego i Aleksandra Przezdzieckiego – wyjechał do Paryża. Uczył się u Arego Scheffera, Emile'a Lassalle'a i Rosé-Josepha Lemerciera, w którego zakładzie litograficznym praktykował.

## Zakład litograficzny
Po powrocie do Warszawy w 1853 roku otworzył Zakład Artystyczno-Litograficzny przy ul. Długiej. Pracował na sprowadzonych z Francji urządzeniach, a wśród jego pracowników byli Francuzi. Zakład zajmował się drukowaniem ilustracji do publikacji, druków użytkowych (np. kalendarzy, zaproszeń, dyplomów), druków o charakterze religijnym (np. obrazków z wizerunkami świętych) itp., szybko uzyskując renomę. W latach 1851–1863 wydał 14 zeszytów Wizerunków polskich według własnych rysunków, w latach 1851–1861 24 zeszyty Wzorów sztuki średniowiecznej według rysunków Ludwika Łepkowskiego, Bolesława Podczaszyńskiego i innych, w 1858 Kwiaty i poezje według własnych rysunków, w 1856 Karola X. Gustawa króla szwedzkiego trofea i sprzęty stołu zdobyte przez Stefana Czarnieckiego w 1656 roku Eustachego Tyszkiewicza, w latach 1875–1883 Album widoków historycznych Polski Napoleona Ordy. Współpracował także m.in. z Samuelem Orgelbrandem.

## Zakład fotograficzny
W 1860 roku Fajans rozpoczął przygotowania do otwarcia atelier fotograficznego. Oficjalna inauguracja miała miejsce 17 maja 1862 roku, o czym pisano w prasie:
```
Studjując przez długi czas sztukę fotograficzną w najcelniejszych tego rodzaju zakładach za granicą, P. Fajans, jest dziś w stanie odpowiedzieć wszelkim wymaganiom wykształconego już teraz smaku Publiczności, i wysoko posuniętego postępu fotografji; w tym celu zakład swój, zaopatrzył w najdoskonalsze aparata i przystroił w to wszystko, co dotąd w tej sztuce odkrytem zostało
[
3
]
.
```

Firma – nosząca odtąd nazwę Zakład Artystyczno-Litograficzny i Fotograficzny – wykonywała przede wszystkim portrety fotograficzne, posługując się powszechną wówczas techniką mokrego kolodionu. Odbitki wykonywał na papierze albuminowym, wprowadzając w tym zakresie własne ulepszenia, widoczne m.in. w niespotykanym, ciemnobrązowym kolorze pozytywów. Specjalnością zakładu były fotografie w dużym formacie. Ponadto Fajans wykonywał zdjęcia w plenerze i reprodukcje dzieł sztuki.
W 1868 roku przeniósł zakład do nowego domu własnego przy Krakowskim Przedmieściu. Prowadził go do 1881 roku, następnie przejął go J. Mielnicki, a w 1883 r. firma Leonard i Sp.
Nagradzany m.in. na Międzynarodowej Wystawie Fotograficznej zorganizowanej w 1865 w Berlinie i w 1873 na Wystawie Wiedeńskiej.

## Życie prywatne
Był dwukrotnie żonaty. Po raz pierwszy z Pauliną Lindau (1836–1857), a po raz drugi z Miną Gerstenzweig (1841–1933). Z pierwszego małżeństwa miał córkę Paulinę (ur. 1856).
Maksymilian Fajans pochowany jest obok żony Miny na cmentarzu żydowskim przy ulicy Okopowej w Warszawie (sektor 33, rząd 11, numer 14). Nagrobek z 1892 roku jest autorstwa Bolesława Syrewicza.